# Gescher
Gescher is een stad in de Duitse deelstaat Noordrijn-Westfalen, gelegen in de Kreis Borken. De stad telde op de peildatum van de meest recente statistiek 17.246 inwoners (31 december 2020) op een oppervlakte van 80,82 km². 
Gescher is van oudsher een belangrijk centrum van klokkengieterij. Hieraan is ook een van de plaatselijke musea gewijd. De website van de gemeente bevat, afgezien van notulen van raadsvergaderingen e.d., bijna uitsluitend doorverwijzingen naar contactgegevens van gemeenteambtenaren en naar in de gemeente gevestigde instanties.

## Stadsdelen

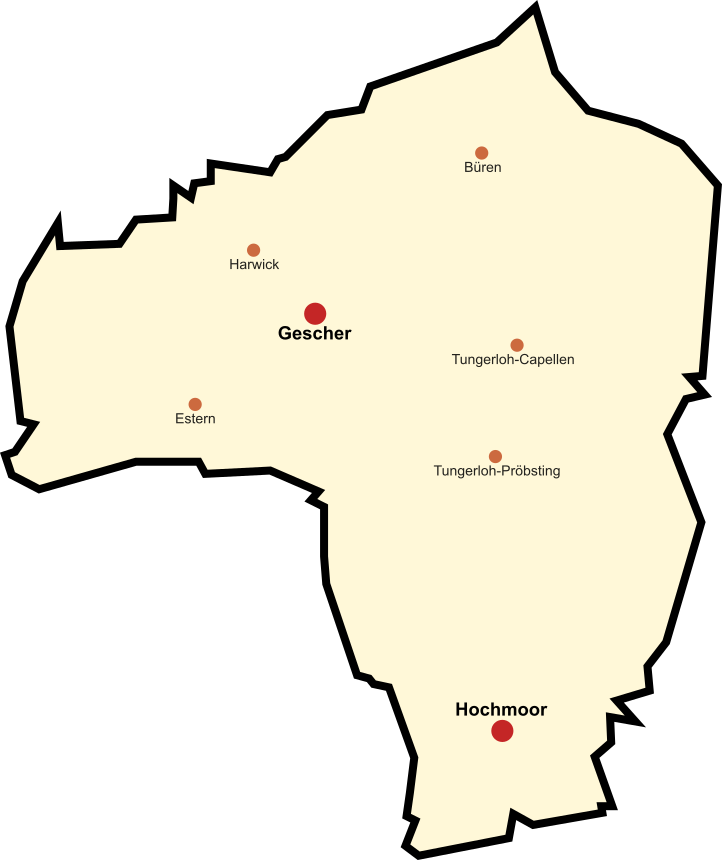
Stadsdelen (rood) en gehuchten (oranje) in de gemeente Gescher

De gemeente bestaat uit de stad Gescher zelf en het 8 km  ten zuidoosten daarvan, aan de A 31 gelegen, dorp Hochmoor. Daarnaast omvat de gemeente enige gehuchten (Bauerschaften), zie het kaartje.

## Ligging en infrastructuur
Gescher ligt ongeveer 20 kilometer ten oosten van Winterswijk in Nederland en ongeveer 10 km ten westen van Coesfeld. Naburige gemeenten zijn verder onder andere Ahaus (afstand, afhankelijk van de gekozen route, 15-18 km) en Heek.
De plaats wordt doorsneden door het, hier niet bevaarbare, riviertje de Berkel.

### Aangrenzende gemeenten
| Aangrenzende gemeenten | Aangrenzende gemeenten | Aangrenzende gemeenten | Aangrenzende gemeenten | Aangrenzende gemeenten |
| ---------------------- | ---------------------- | ---------------------- | ---------------------- | ---------------------- |
| Stadtlohn              |                        | Ahaus                  |                        | Rosendahl              |
|                        |                        |                        |                        |                        |
| Südlohn                | Coesfeld               |                        |                        |                        |
|                        |                        |                        |                        |                        |
| Velen                  |                        | Reken                  |                        |                        |

### Wegverkeer
- Langs de zuidkant van de stad Gescher loopt de Bundesstraße 525 westwaarts naar de Nederlandse grens en Winterswijk en oostwaarts  naar afrit 33 van de Autobahn A31, en 8 km verder naar Coesfeld, en nog verder oostwaarts naar Nottuln en de stad Münster.
- Langs de westkant van de stad loopt de provinciale weg noordwestwaarts naar Stadtlohn (afstand van centrum tot centrum circa 8½ km).
- De Autobahn A31 loopt van noord naar zuid langs de oostkant van Gescher en verbindt de stad met Oost-Friesland en het Ruhrgebied.

### Openbaar vervoer
Vanaf 1904 tot 1985 had Gescher een spoorwegstation aan een in dat laatste jaar opgeheven kleine spoorlijn naar Coesfeld.
De dichtstbij gelegen plaats met een treinstation, waar passagierstreinen stoppen is het 10 km oostelijker gelegen Coesfeld. Van hieruit rijden treinen op de Spoorlijn Dortmund - Gronau, met overstapmogelijkheid naar Station Enschede, en lokaaltreintjes naar Münster.

## Economie

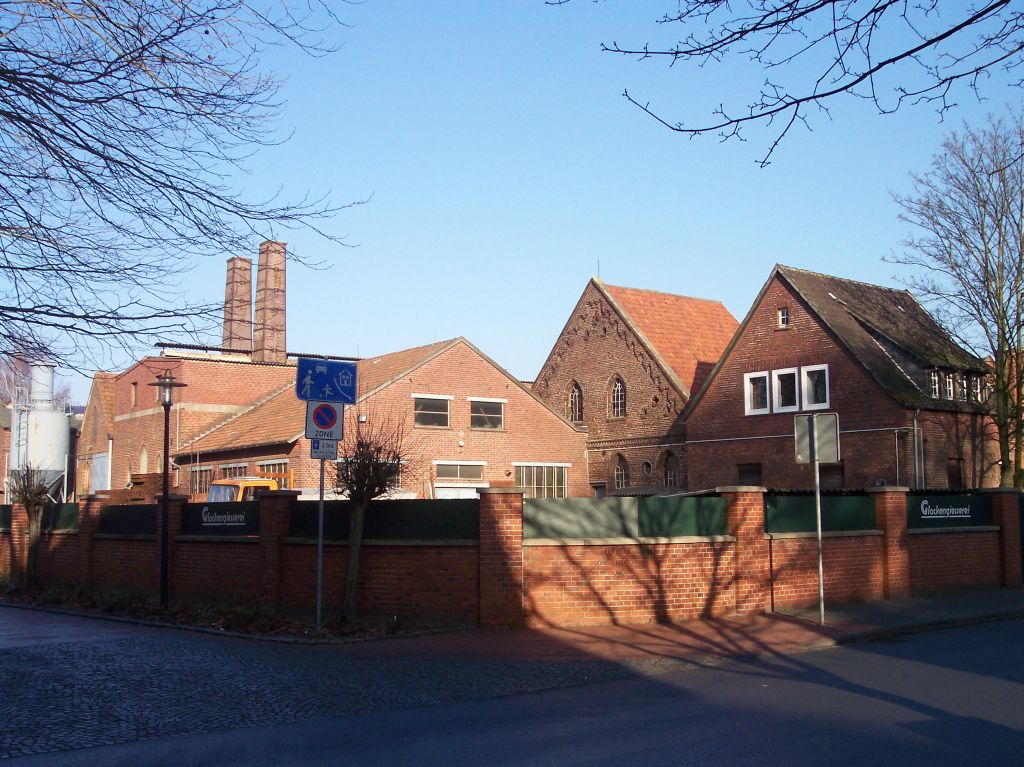
De klokkengieterij
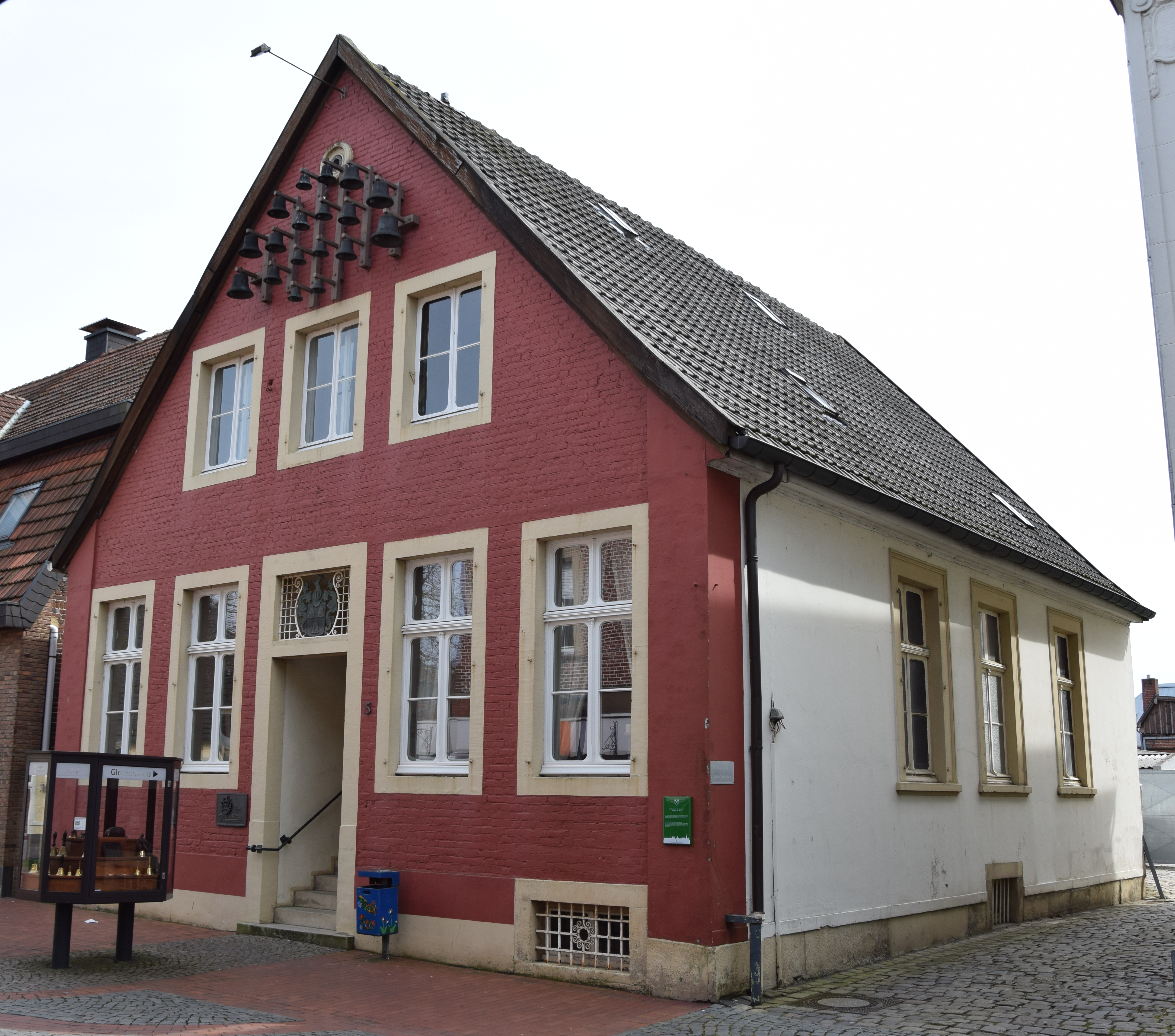
Onder monumentenzorg staand woonhuis uit 1806, thans kantoorpand van de klokkengieterij
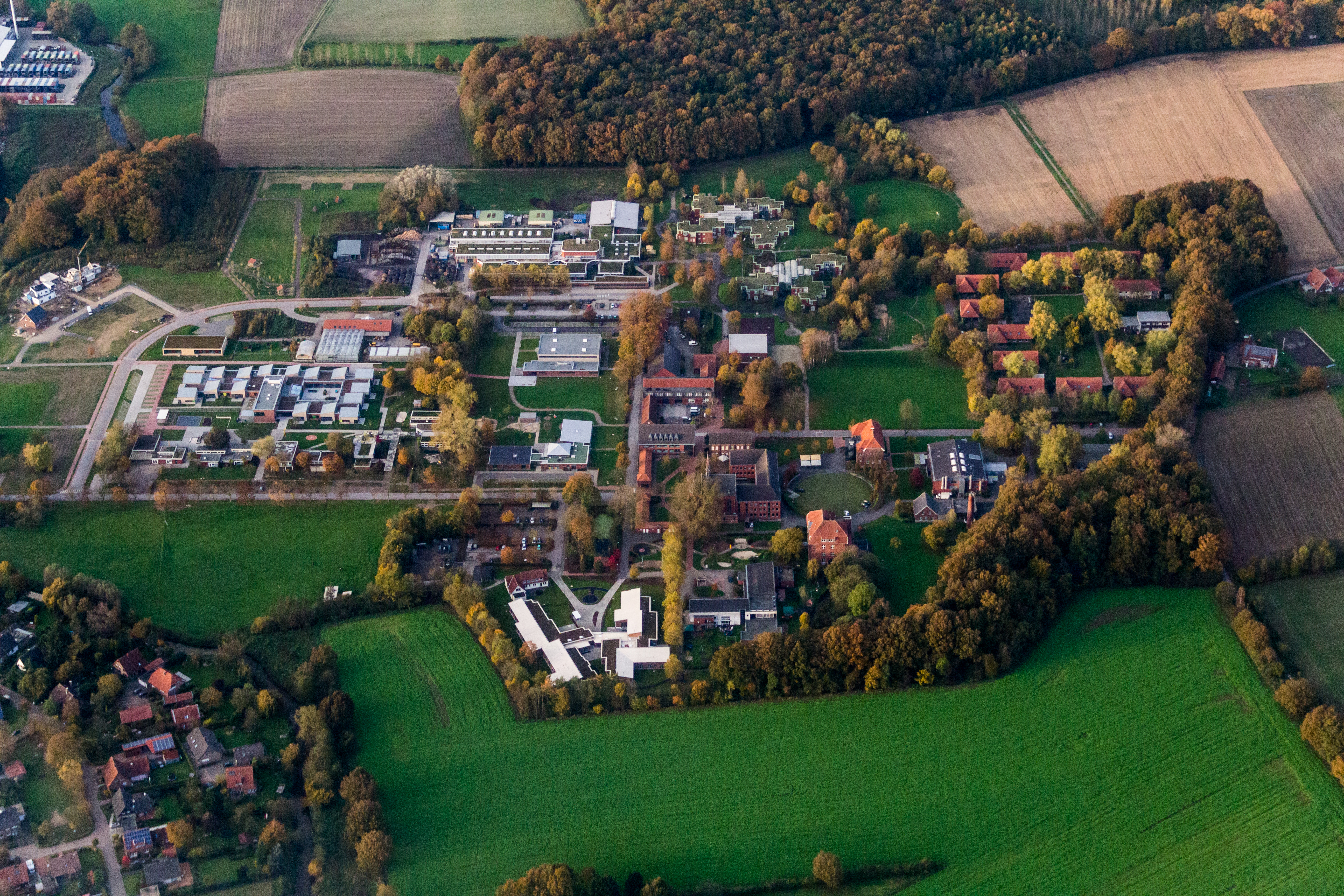
Haus Hall
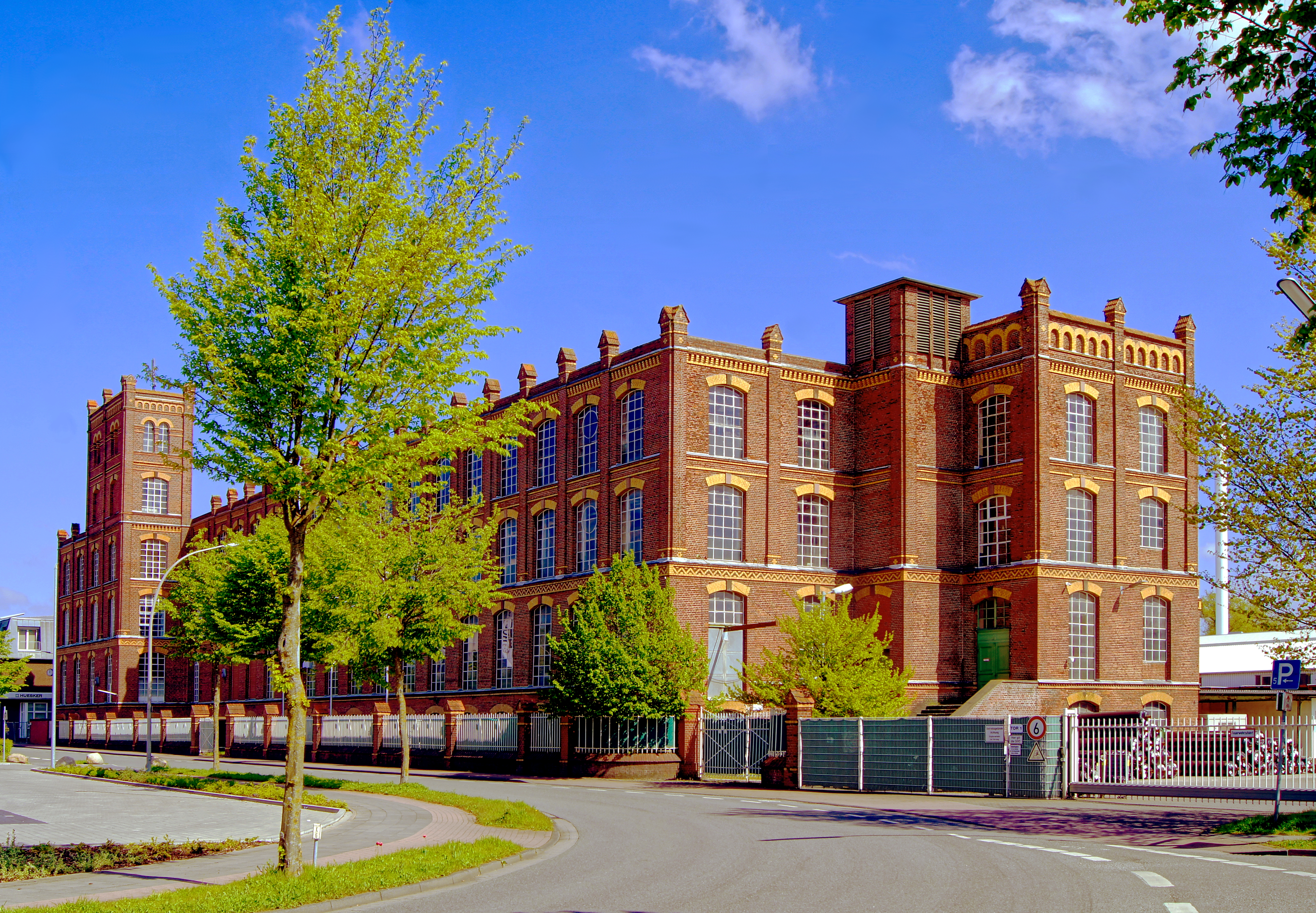
Textielfabriek Huesker

De grootste werkgever in de gemeente is een grote, rooms-katholieke zorginstelling en sociale werkplaats die in de wijde omtrek, zelfs tot in het Ruhrgebied actief is. De instelling werd in 1855 als het Bisschoppelijk Gesticht Haus Hall in het leven geroepen.
Van de vroeger belangrijke textielindustrie is de firma Huesker overgebleven, waar circa 500 mensen een werkkring hebben. De onderneming produceert zgn. geo-kunststoffen voor o.a land- en tuinbouw, alsmede speciale textielwaren voor industriële toepassingen. Het fabriekspand uit 1909 is een bouwkundig monument.
Ook is er nog één grote klokkengietersfirma in Gescher gevestigd. Daarnaast is er vooral midden- en kleinbedrijf van regionale en plaatselijke betekenis te vinden, met een zwaartepunt op ondernemingen in de metaalsector.

## Geschiedenis
Gescher ontstond reeds voor het jaar 1000 als dorp nabij veenriviertjes, die in het plaatselijk dialect Siepen genoemd worden.
Gescher behoorde tot 1316 tot het aan het Prinsbisdom Münster leenroerige Graafschap Lohn, en deelde vanaf de late middeleeuwen tot aan de Napoleontische tijd  in het algemeen de historische lotgevallen van het Prinsbisdom Münster. Ten gevolge hiervan is het overgrote deel van de christenen in de gemeente Gescher rooms-katholiek (in 2018 bijna 65% van de totale bevolking).  In 1570 werd het dorp door een grote brand verwoest, en rond 1590 en in de Dertigjarige Oorlog (1618-1648) door oorlogsgeweld. In de 19e eeuw volgde aansluiting bij Pruisen en vanaf 1871 bij het Duitse Keizerrijk. Van ca. 1860 tot 1970 was er in Gescher, evenals in de meeste omliggende Nederlandse en Duitse plaatsen, textielindustrie van belang te Gescher gevestigd. In de nazi-periode werden vanaf de Kristallnacht in november 1938 tot 1945 ook te Gescher de joodse inwoners slachtoffer van vervolging en  uitmoording in de vernietigingskampen.
De wellicht reeds sedert plm. 1790 bestaande klokkengieterij Petit & Gebr. Edelbrock ging als laatste bedrijf te Gescher in deze branche in 2010 failliet, maar maakte in 2012 een succesvolle doorstart, mede door overheidssteun (het bedrijf is erkend als industrieel en cultureel erfgoed van Noordrijn-Westfalen).
Het bij de stad behorende dorp Hochmoor (Nederlands: Hoogveen) is na de Tweede Wereldoorlog ontstaan uit een bestaande groep boerderijen en een nederzetting voor Heimatvertriebene, Duitsers die in 1945 de door hen bewoonde, aan o.a. Polen toegewezen gebieden in Silezië, Oost-Pruisen en elders moesten verlaten. Het hoogveen, waar dit dorp naar was genoemd, is omstreeks 1960 geheel door turfafgraving drooggelegd en in landbouwgrond omgezet. Tot 1969 behoorde Hochmoor tot een gemeente Tungerloh-Pröbsting. In de in 1969 tot stand gekomen fusiegemeente Gescher "promoveerde" Hochmoor tot Stadtteil, terwijl Tungerloh-Pröbsting nog slechts een Bauerschaft (gehucht) is. Bij de totstandkoming van deze fusiegemeente verkreeg deze van de deelstaat Noordrijn-Westfalen tevens het recht, zichzelf stad te noemen.

## Bezienswaardigheden

### Rooms-katholieke kerkgebouwen
- In het stadscentrum staat de St. Pancratiuskerk. Deze werd gebouwd in 1889; van een ouder kerkgebouw uit 1510 bleef een klein gedeelte bewaard. De kerktoren bevat vijf welluidende, te Gescher gegoten klokken.
- De 15e-eeuwse Sint-Antoniuskapel aan de A31 (met status Autobahnkapelle) in het gehucht Tungerloh-Capellen beschikt over een fraai, deels barok interieur en twee te Gescher gegoten kerkklokken.

### Overige
- Het Westfaalse Klokkenmuseum, gewijd aan de  klokkengieterij, werd in 1980 geopend en in 2010 vernieuwd. Het bevat ook een demonstratiewerkplaats (geelgieterij).
- De gemeente bezit nog een bescheiden, op afspraak te bezoeken, aan de imkerij gewijd museum (Deutsch-Niederländisches Imkereimuseum) en enige kleine streekmusea.
- Gescher ligt in het om zijn fietstoerisme bekende Münsterland, en dus aan een aantal langeafstands-fietsroutes, waaronder één de grens met Nederland overschrijdende, en waaronder ook de 100-Schlösser-Route langs 100 Münsterlandse kastelen.
- Langs de Berkel liggen een aantal, beperkt bereikbare, kleine natuurgebieden, meest wetlands.

## Afbeeldingen

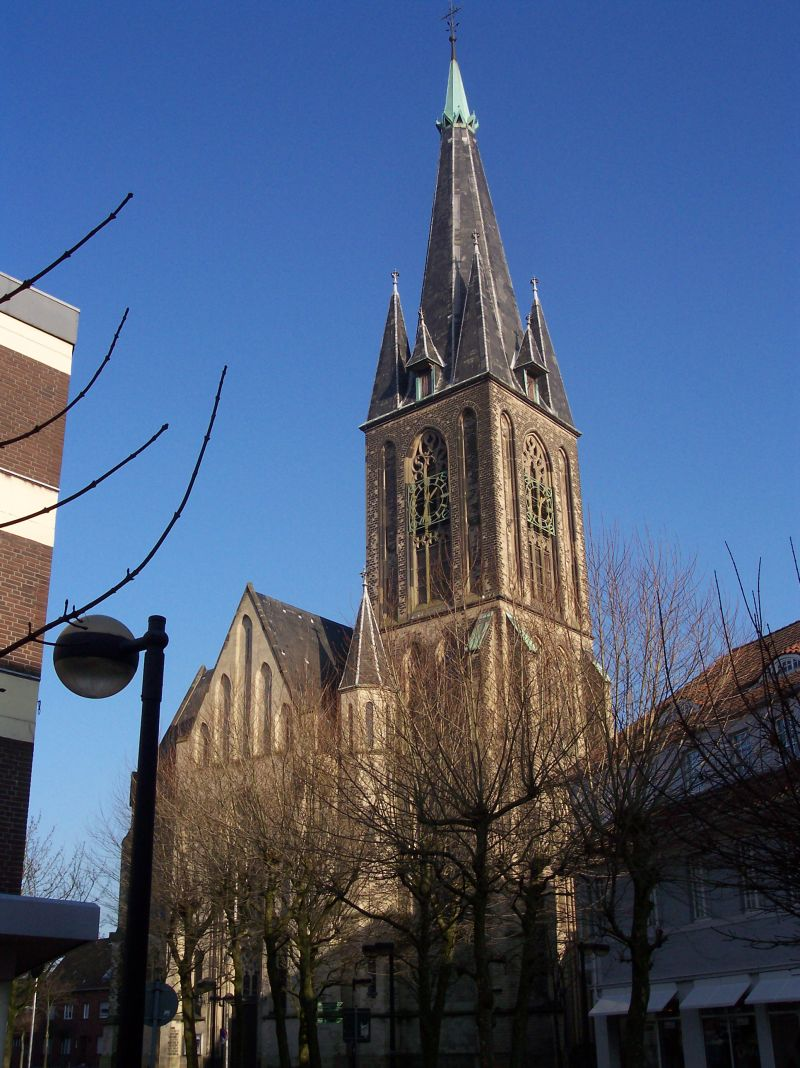
St. Pancratiuskerk
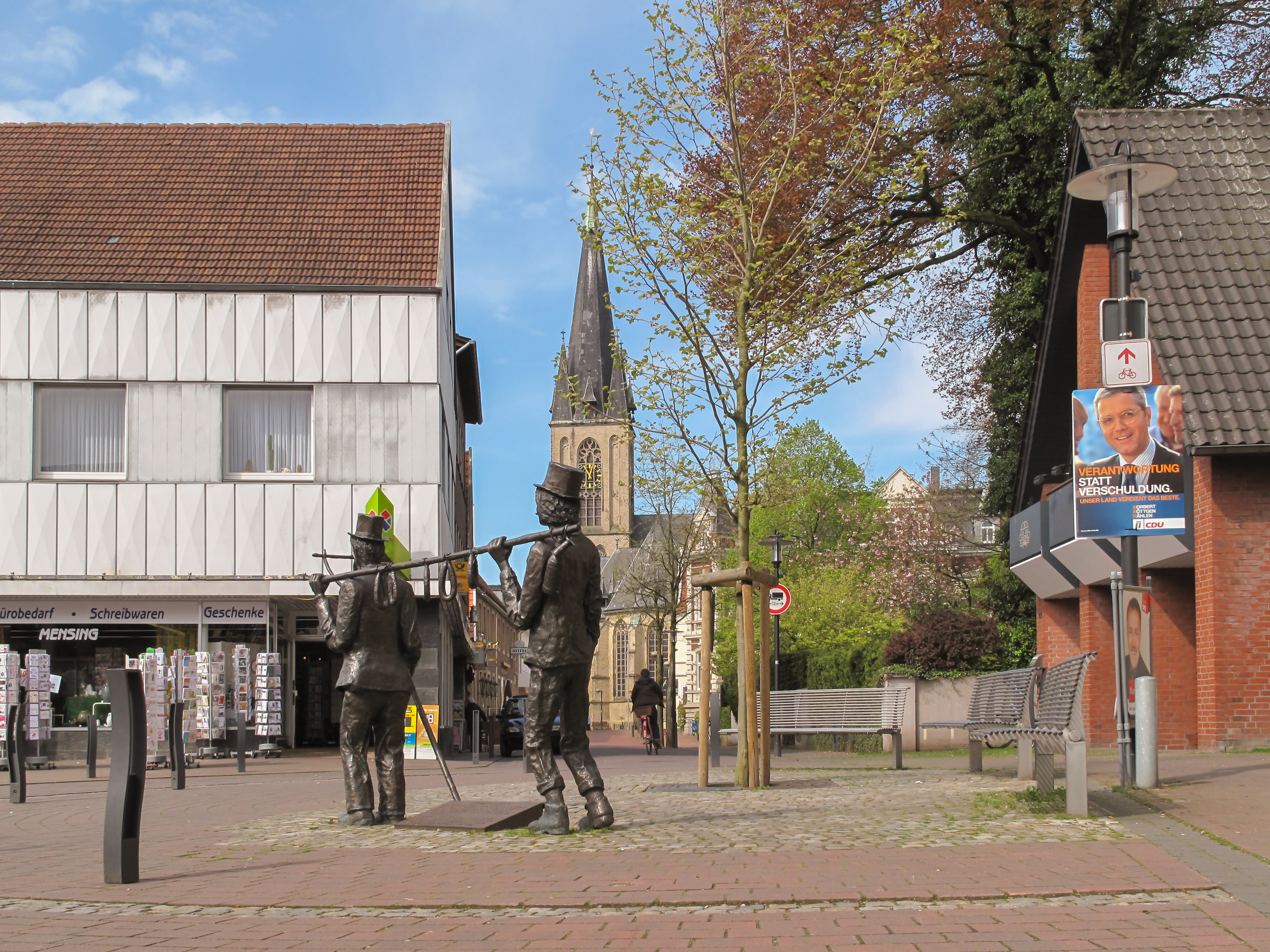
Gescher, beeld "Brauchtum verbindet"
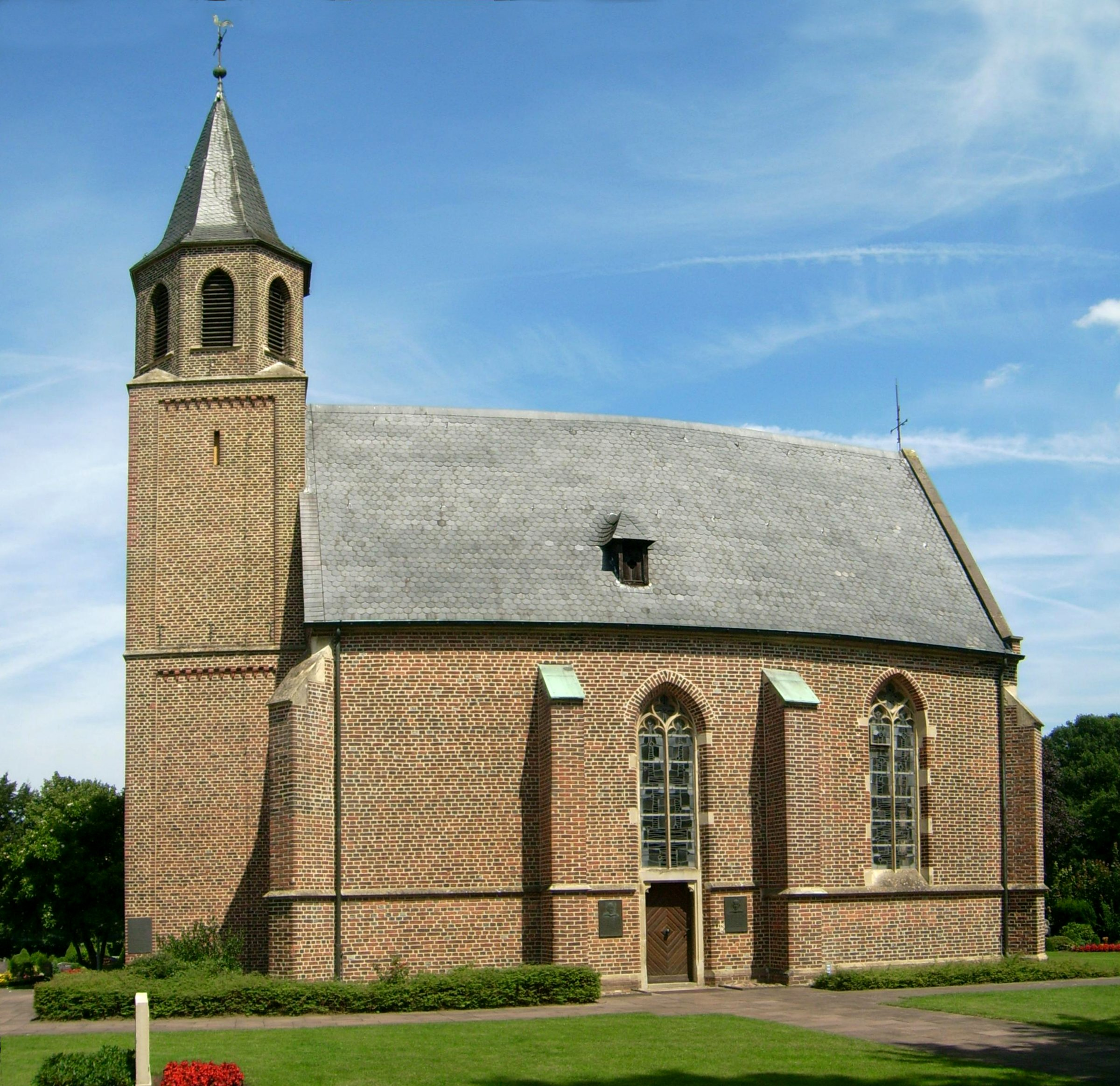
St. Antoniuskapel, Tungerloh-Capellen
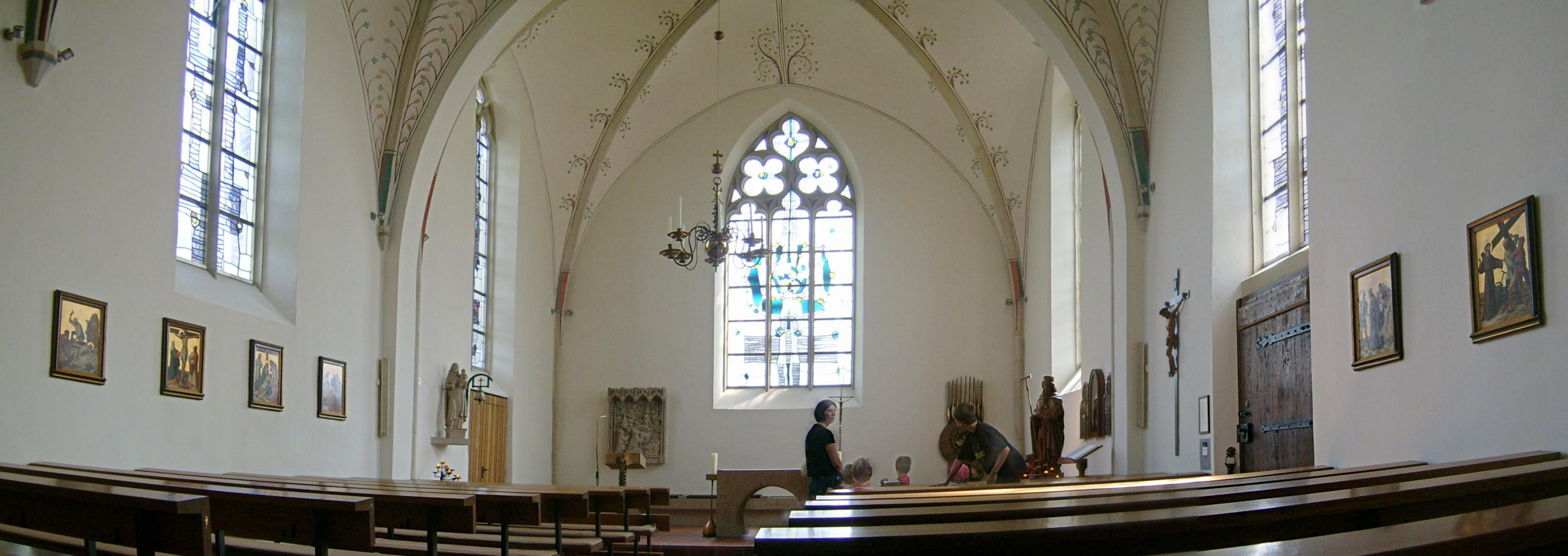
Interieur van deze kapel
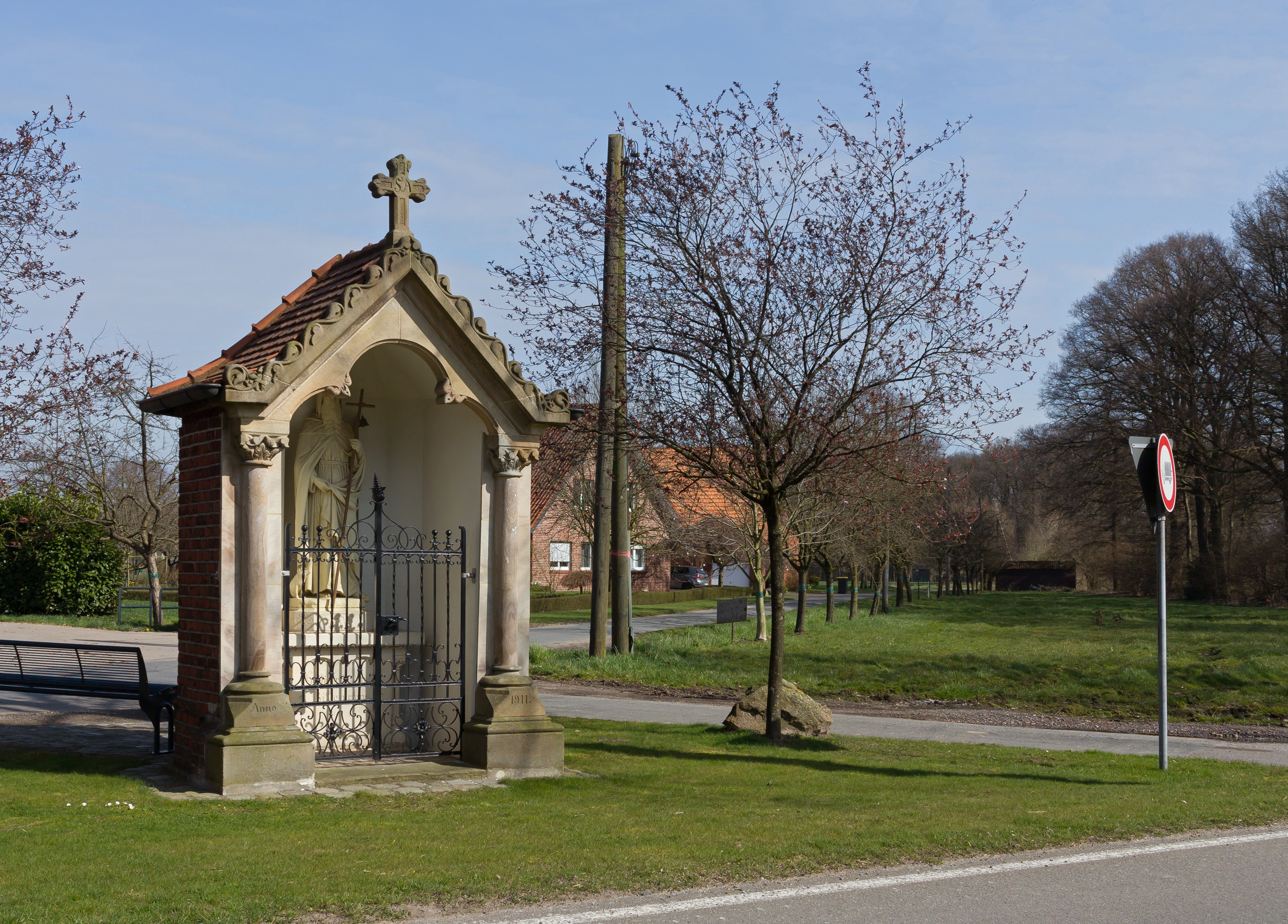
Tungerloh-Capellen, heiligenbeeld
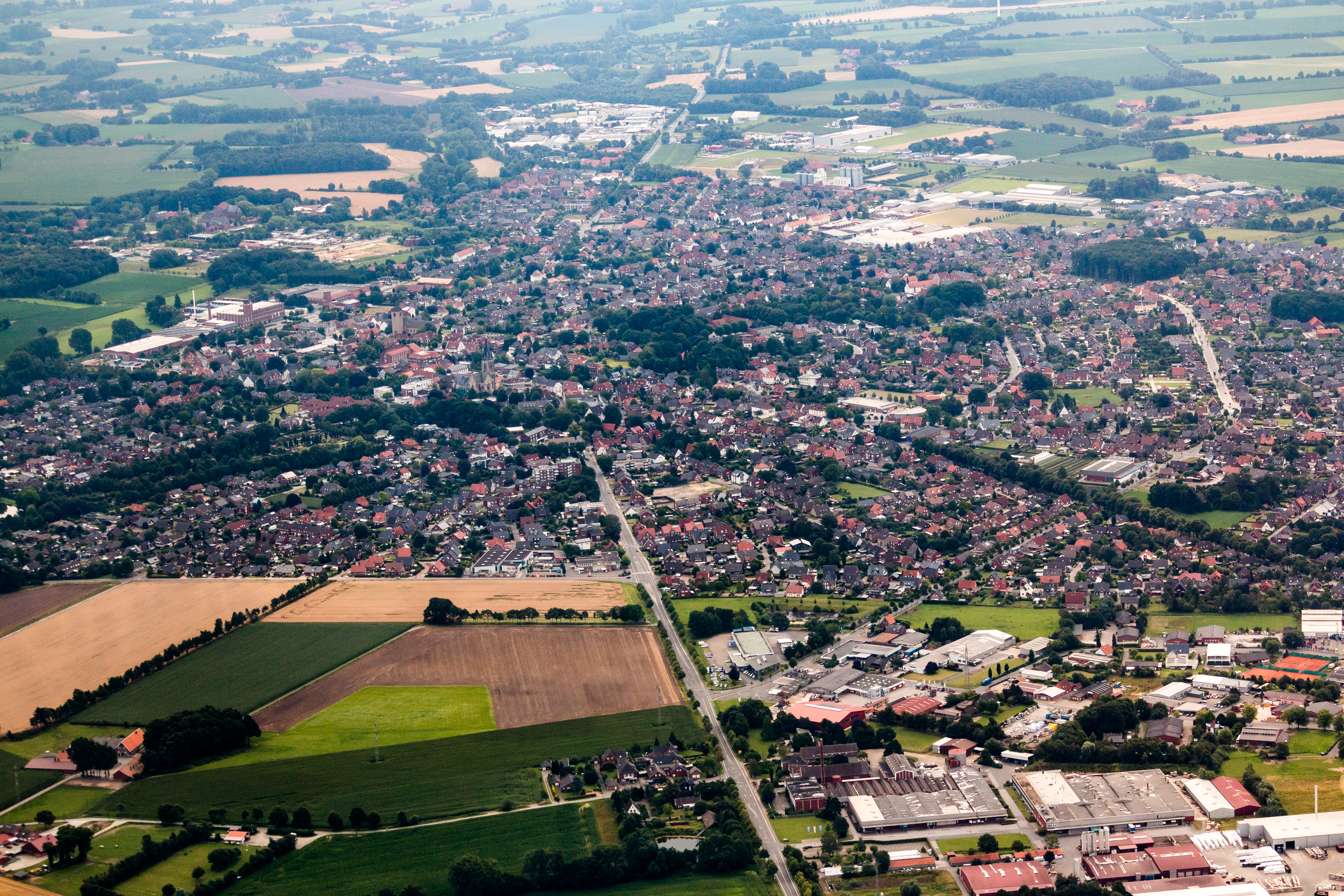
Gezicht op Gescher , 2014
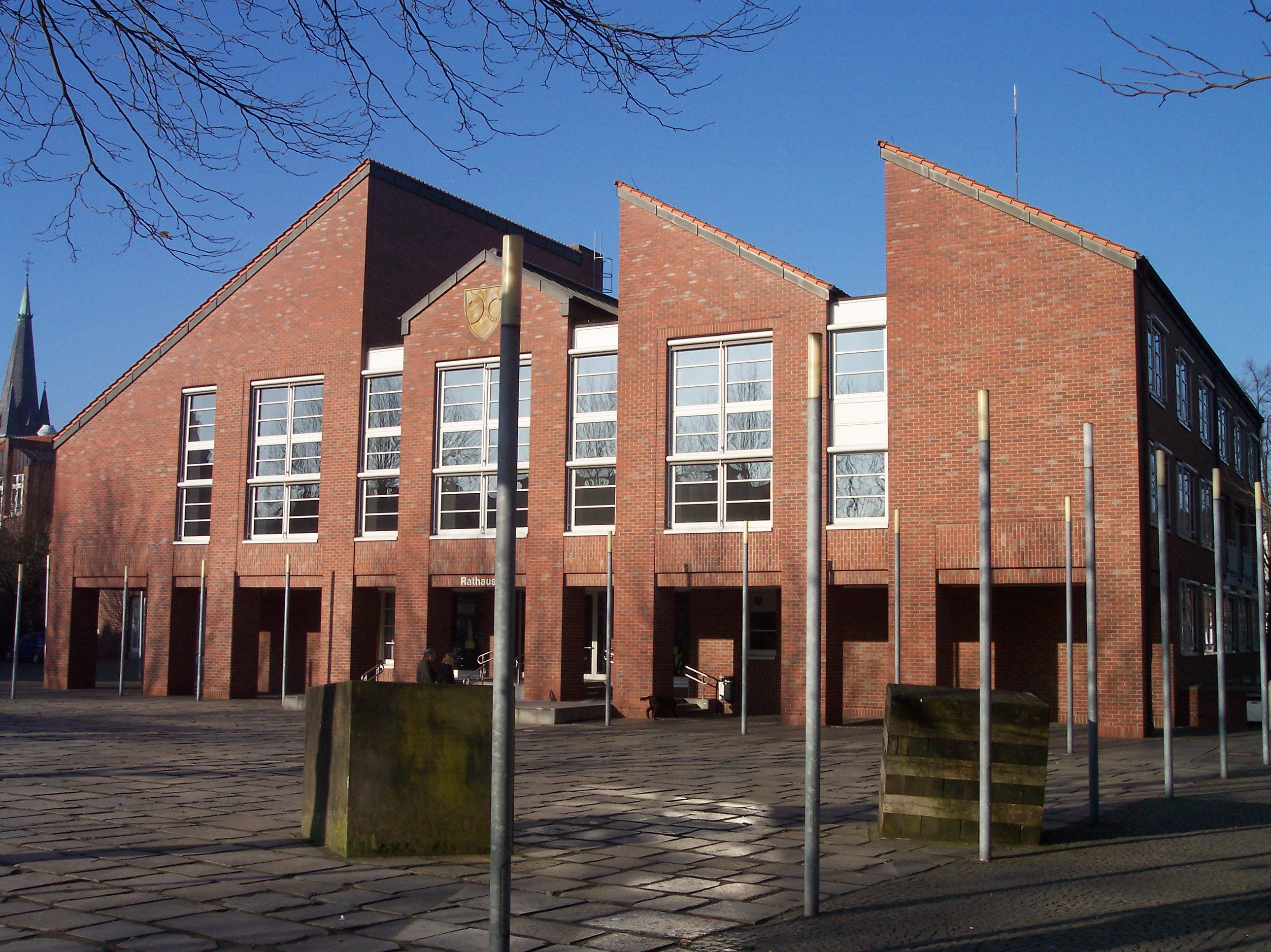
Gemeentehuis
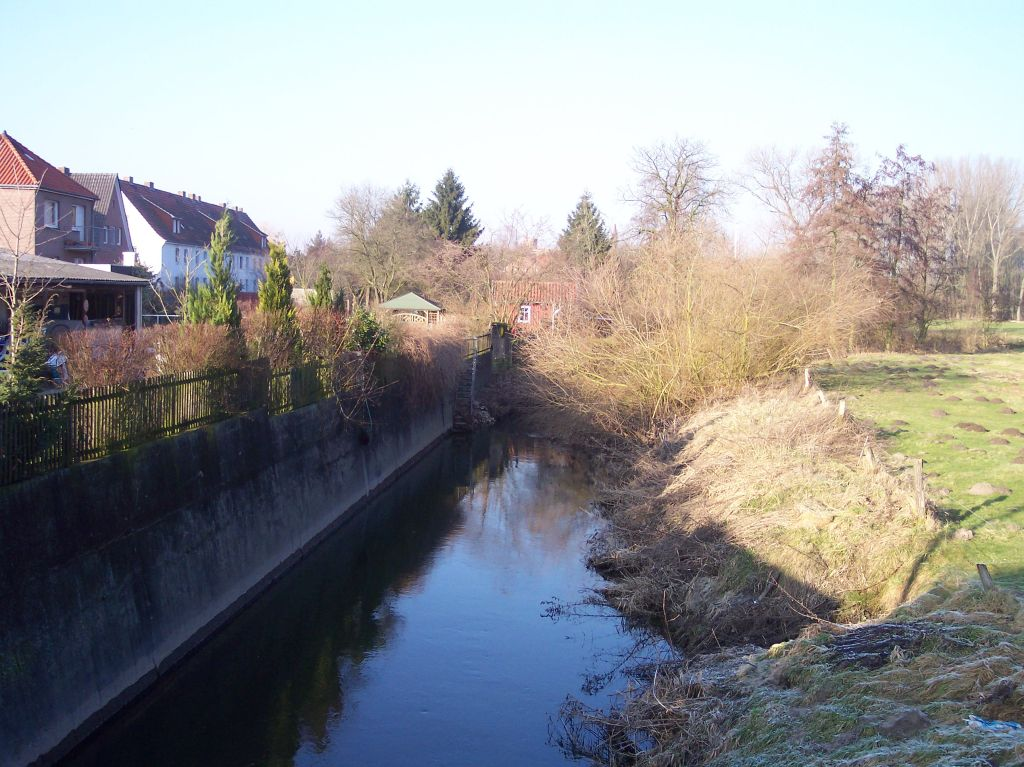
De Berkel bij Gescher
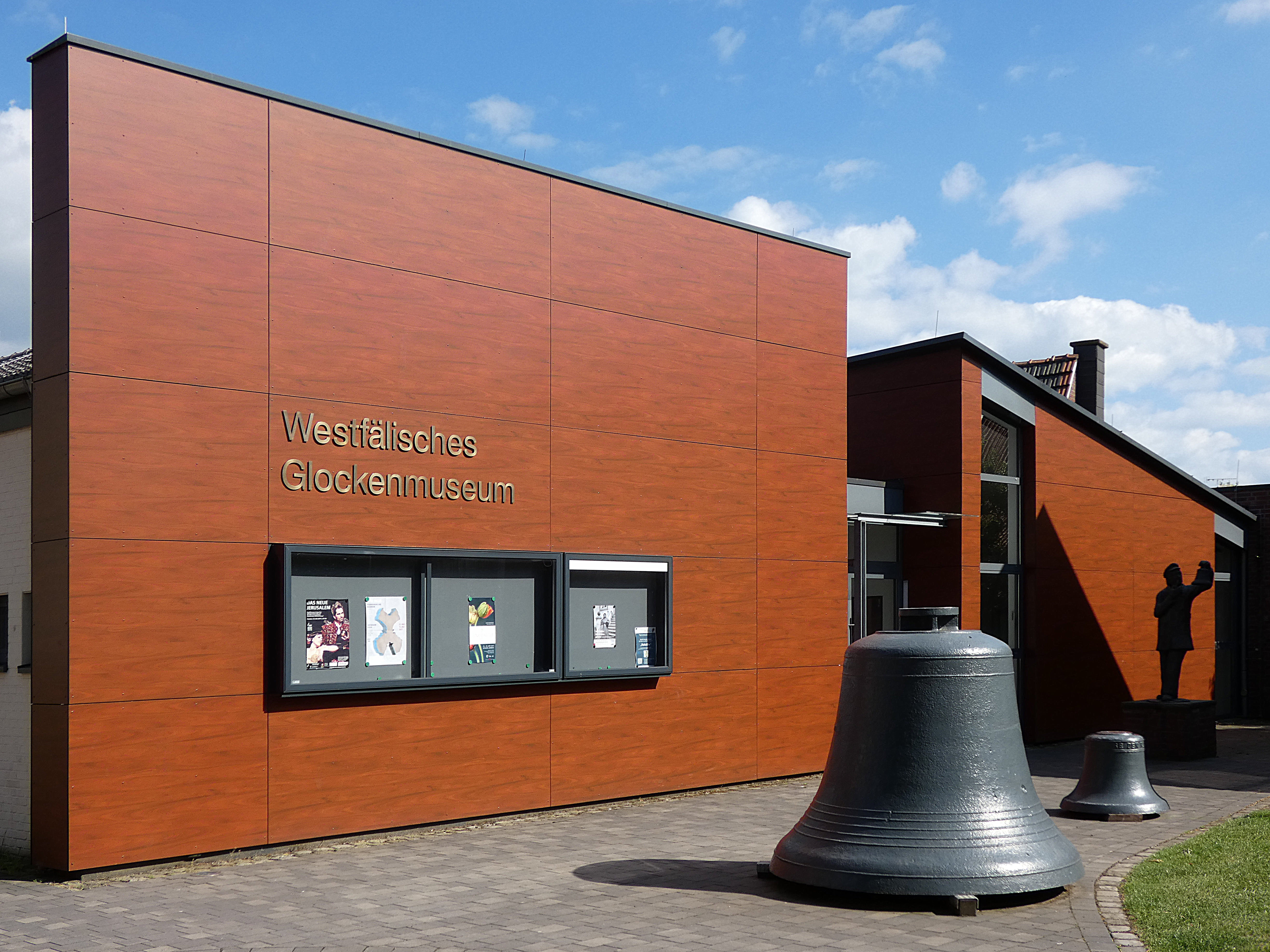
Klokkenmuseum

## Niet te verwarren met
- Gesher, een kibboets in Israël
- Een politieke partij in Israël, die eveneens Gesher (Brug) heet. In o.a. de Duitse transcriptie van de Hebreeuwse taal luidt dit woord Gescher.